# Ochrilidia johnstoni
Ochrilidia johnstoni är en insektsart som först beskrevs av Salfi 1931.  Ochrilidia johnstoni ingår i släktet Ochrilidia och familjen gräshoppor. Inga underarter finns listade i Catalogue of Life.